# Баглебі
Баглебі (груз. ბაღლები) — село в Грузії.
За даними перепису населення 2014 року в селі проживає 367 осіб.